# 葱叶兰属
葱叶兰属（学名：Microtis），又名韭葉蘭屬，是兰科下的一个属，为陆生兰。该属共有约10种，主要分布于澳大利亚。